# Gébicsképű légykapó
A gébicsképű légykapó (Sigelus silens) a madarak osztályának verébalakúak (Passeriformes) rendjébe és a légykapófélék (Muscicapidae) családjába tartozó Sigelus nem egyetlen faja.

## Előfordulása
Botswana, Lesotho, Mozambik, a Dél-afrikai Köztársaság és Szváziföld területén honos. Kóborlásai során eljut Namíbiába is. Megtalálható szubtrópusi nyílt erdőkben, szavannákon és város kertekben.

## Alfajai
- Sigelus silens lawsoni
- Sigelus silens silens

## Megjelenése
Testhossza 17–20 centiméter. Szárnya fekete-fehér, torka, hasa, mellkasa fehér. Feje, háta farka fekete. A tojó és a fiatal madár barna színű.

## Életmódja
Tápláléka rovarokból áll.

## Szaporodása
A fészket bokorra építi száraz növényekből.